# Odio di sé
Con la locuzione odio di sé (anche noto come odio verso sé stessi oppure auto-odio) ci si riferisce a un sentimento di profonda avversione od odio verso sé stessi, nonché a uno stato di rabbia o addirittura pregiudizio nei confronti di sé stessi e del proprio carattere.
Il termine "odio di sé" è usato con scarsa frequenza da psicologi e psichiatri, che di solito descrivono gli individui affetti da tale sentimento come "persone con scarsa autostima". L'odio di sé, il senso di colpa e la vergogna sono fattori caratteristici di diversi disturbi mentali, particolarmente quelli che comportano un proprio difetto percepito (ad esempio dismorfofobia o il narcisismo cosiddetto "nascosto"). L'odio di sé è anche sintomo di molti disturbi della personalità (fra cui il disturbo borderline di personalità) e di depressione.
Il termine è a volta utilizzato per l'avversione od odio per un determinato gruppo, famiglia, classe sociale, nazionalità o stereotipo al quale un individuo appartiene o è appartenuto in passato. Il cosiddetto "auto-odio etnico" è l'estrema antipatia per il proprio gruppo etnico di appartenenza, esemplificato dal controverso fenomeno dell'ebreo che odia sé stesso. Tale manifestazione di odio di sé può essere associata ad aspetti dell'autofobia.

## Tipologie
Con odio di sé ci si può riferire sia a una forte avversione a sé stessi e alle proprie azioni o a un sentimento di odio per la propria razza, nazionalità, genere, orientamento sessuale o qualsiasi altro gruppo di cui si è membri. Se utilizzato con quest'ultimo significato, è generalmente definito come l'odio per la propria identità basato sul gruppo sociale in questione, nonché come il desiderio di distanziarsi da questa identità e dagli stereotipi a essa collegati.

### Odio di sé (personale)
Alcuni sociologi come Jerry Mander considerano i palinsesti televisivi deliberatamente progettati per indurre all'odio di sé, alimentando sentimenti negativi di percezione del corpo e depressione. Ciò permette in un secondo momento di utilizzare la pubblicità per suggerire eventuali cure. Un determinato tipo di auto-odio personale può essere collegato al rimorso per qualcosa che una persona ha fatto o non ha fatto, o come conseguenza del bullismo.
È stata osservata anche la manifestazione di odio di sé in soggetti che si auto-colpevolizzano per eventi al di fuori del loro controllo. Un esempio si riscontra nella sindrome del sopravvissuto, le cui vittime sentono un profondo senso di colpa per essere fra i pochi o gli unici sopravvissuti a eventi traumatici (quali incidenti aerei, attentati o epidemie).

#### Adolescenti e autolesionismo digitale
L'autolesionismo digitale è stato definito dai sociologi Justin W. Patchin e Sameer Hinduja come "la pubblicazione, l'invio o la condivisione di contenuti offensivi su sé stessi in rete anonimamente". Si tratta di una forma di autolesionismo che in tempi moderni sta assumendo una frequenza sempre maggiore fra gli adolescenti. Generalmente, l'odio di sé stessi si manifesta maggiormente (ma non esclusivamente) negli anni dell'adolescenza. Con la crescita negli ultimi anni dei vari media sociali, la maggior parte degli adolescenti tende oggigiorno ad affrontare in rete i propri sentimenti. Nel 2016 la Society for Adolescent Health and Medicine ha pubblicato i risultati di un sondaggio svolto su un campione rappresentativo di 5.593 di studenti americani di scuole medie e superiori (quindi in una fascia d'età compresa fra i 12 e i 17 anni). Lo studio, noto come "Autolesionismo digitale tra gli adolescenti" ("Digital Self-Harm Among Adolescents") ha rivelato che il 6% degli studenti ha compiuto atti di ciberbullismo in forma anonima nei propri stessi confronti. Dai risultati emerge anche come i maschi abbiano significativamente più probabilità di compiere autolesionismo digitale rispetto alle femmine (7,1% per i maschi rispetto al 5,3% per le femmine). Lo studio ha evidenziato anche correlazioni tra autolesionismo digitale e fattori quali l'orientamento sessuale, precedenti esperienze di bullismo, l'uso di droghe e sintomi depressivi.

### Auto-odio su basi razziali, etniche e religiose
Molte gruppi etnici e religiosi (con particolare rilievo nelle minoranze) hanno sperimentato odio di sé derivante dall'interiorizzazione dell'odio nei loro confronti da parte dei gruppi dominanti nelle società di appartenenza.

#### Antisemitismo
Gli ebrei sono un esempio tradizionale di odio di sé interiorizzato. Il popolo ebraico è stato vittima di odio e discriminazioni in Europa così come in America. Il filosofo tedesco Theodor Lessing, nel suo libro Der Jüdische Selbsthass (letteralmente "L'odio di sé ebraico"), considerava questo tipo di odio come patologico, definendolo "manifestazione di un'identificazione eccessiva con la cultura dominante e interiorizzazione dei suoi pregiudizi". Studi da fonti affermate nella ricerca accademica sostengono che "le malattie mentali negli ebrei spesso derivano da sentimenti di inferiorità e odio di sé risultanti dalla persecuzione e dalla loro posizione subordinata nella società". Dinamiche simili sono state osservate anche all'interno delle comunità ebraiche negli Stati Uniti. Gli ebrei iniziarono a emigrare negli Stati Uniti dall'Europa già a partire dal 1654. Originariamente, la legge statunitense discriminava gli ebrei impedendo loro di accedere a diverse professioni, al voto e alle cariche pubbliche. Solo nel 1868 le 13 colonie originali garantirono ai cittadini ebrei un certo livello di diritti politici e civili. A causa di queste barriere sociopolitiche, molti ebrei americani decisero di nascondere la propria identità "convertendosi o praticando esogamia e crescendo i propri figli con un'altra fede".

#### Antigiapponesismo
Gli anni 60 videro la nascita in Giappone della Nuova Sinistra Giapponese, sul modello della New Left. All'interno di questo gruppo si sviluppò un movimento "antigiapponesista", composto da cittadini giapponesi che auspicavano il declino del proprio stato.

#### Colore della pelle
Tra gli afroamericani è stato dimostrata un'incidenza relativamente elevata di auto-odio etnico. Storicamente, la società americana ha diffuso stereotipi razziali che descrivono i neri americani come privi di morale, brutti, pigri e in generale inferiori. Una combinazione di stereotipi razziali e sessuali porta a diverse percezione dei membri di questa comunità: in particolare, gli uomini neri sono spesso ritratti come pigri mentre le donne nere sono ritratte come sessualmente audaci. Gli stereotipi e lo status socioeconomico, incluso quello storico, sono visti come causa scatenante dell'odio di sé. Pratiche di sbiancamento della pelle sono comuni a causa della credenza interiorizzata che la propria pelle sia "troppo scura" per la società.
Le rappresentazioni di uomini e donne neri da parte dei media americani si sono diffuse anche al di fuori degli Stati Uniti, influenzando anche individui relativamente estranei alla cultura americana e aumentando l'auto-odio etnico fra gli afroamericani.

## Potenziali conseguenze

### Autolesionismo
L'autolesionismo è una condizione psicologica nella quale i soggetti affetti arrivano a ferirsi fisicamente come sfogo per sentimenti di depressione, ansia o rabbia. È un fenomeno correlato a numerosi disturbi psicologici.
In alcuni casi, l'autolesionismo può portare a morte accidentale o suicidio, ma non è da considerarsi un indicatore definitivo del desiderio di suicidarsi o addirittura della sua presa in considerazione.

### Autocritica e autodeprecazione
L'autocritica , come intesa in questa accezione specialistica , consiste nell'atto di sminuire, sottovalutare o denigrare sé stessi, o nell'essere eccessivamente modesti. Può essere utilizzato come forma di umorismo o come metodo per allentare la tensione. Nella sua forma più estrema è noto anche come autodeprecazione.
L'autocritica era raccomandata dai filosofi della corrente stoica come risposta agli insulti. Invece di difendersi, bisognerebbe unirsi alle critiche insultandosi ancora di più. Secondo gli stoici, questo avrebbe rimosso l'offesa dall'insulto e avrebbe deluso l'interlocutore, in quanto la parte insultata non è stata turbata dall'insulto, riducendo così la possibilità di futuri insulti ai danni dello stoico.
L'autocritica è spesso percepita come una caratteristica tipica di alcune nazioni e culture, particolarmente i paesi anglosassoni e quelli scandinavi (si veda l'esempio della cosiddetta legge di Jante): in queste culture la vanità è infatti considerata una caratteristica molto negativa. Comici inglesi come David Mitchell, Lee Evans e Johnny Vegas improntano il proprio umorismo su questa caratteristica, mentre attori quali Danny Dyer, Matt Lucas e Stephen Fry la usano nei propri ruoli di recitazione.
L'autocritica è una componente importante della commedia di comici nordamericani come Maria Bamford, Jerry Lewis e Woody Allen.

### Autocolpevolizzazione
L'autocolpevolizzazione è un sentimento di responsabilità o rimorso derivante da qualche offesa, crimine, o torto, sia esso reale o immaginato. L'odio di sé può portare all'autocolpevolizzazione, spingendo le persone affette da questo disturbo a credere che sia colpa loro se si sentono in questo modo.